# Reboot.fm
Reboot.fm ist ein Radiosender, der sich mit anderen nicht-kommerziellen Radios die Sendefrequenz von 88vier teilt (UKW 88,4 MHz in Berlin & 90,7 MHz in Potsdam). Themenschwerpunkte von Reboot.fm sind Kunst, Kultur, experimentelle Musikshows mit Fokus elektronische Musik sowie Diskussionsmagazine. 
Der Sender wurde 2004 im Rahmen eines geförderten Projektes der Kulturstiftung des Bundes gegründet und als Plattform angelegt, kurz darauf aber wieder eingestellt. Im Jahr 2009 wurde Reboot.fm von Pit Schultz, Guido Plonski, Diana McCarty und später Noémie Cayron im Haus der Kulturen der Welt neu gestartet. Im Radio können Künstler, Musiker und andere zeitgenössische Kulturschaffende und Intellektuelle ihre eigenen Shows gestalten. So haben bzw. hatten Rex Joswig, das Missy Magazine, Steve Morell, Die toten Crackhuren im Kofferraum, Hanin Elias, Mike Hentz oder Detlef Diederichsen eine eigene Show. Auch Françoise Cactus war ein häufiger Gast in Reboot.fm-Sendungen.
Ausgewählte Sendungen werden auch von anderen Radiosendern wie Freies Sender Kombinat, Radio Corax, coloRadio, Proton Radio und detektor.fm ausgestrahlt. Die ausgestrahlten Sendungen werden überwiegend auf Soundcloud gespeichert und über die Facebook-Seite von Reboot.fm gepostet.

## Auszeichnungen
- 2011 Bestes Webradio der Region Berlin-Brandenburg – creative r@dio contest[2]